# Myrmekomorfia

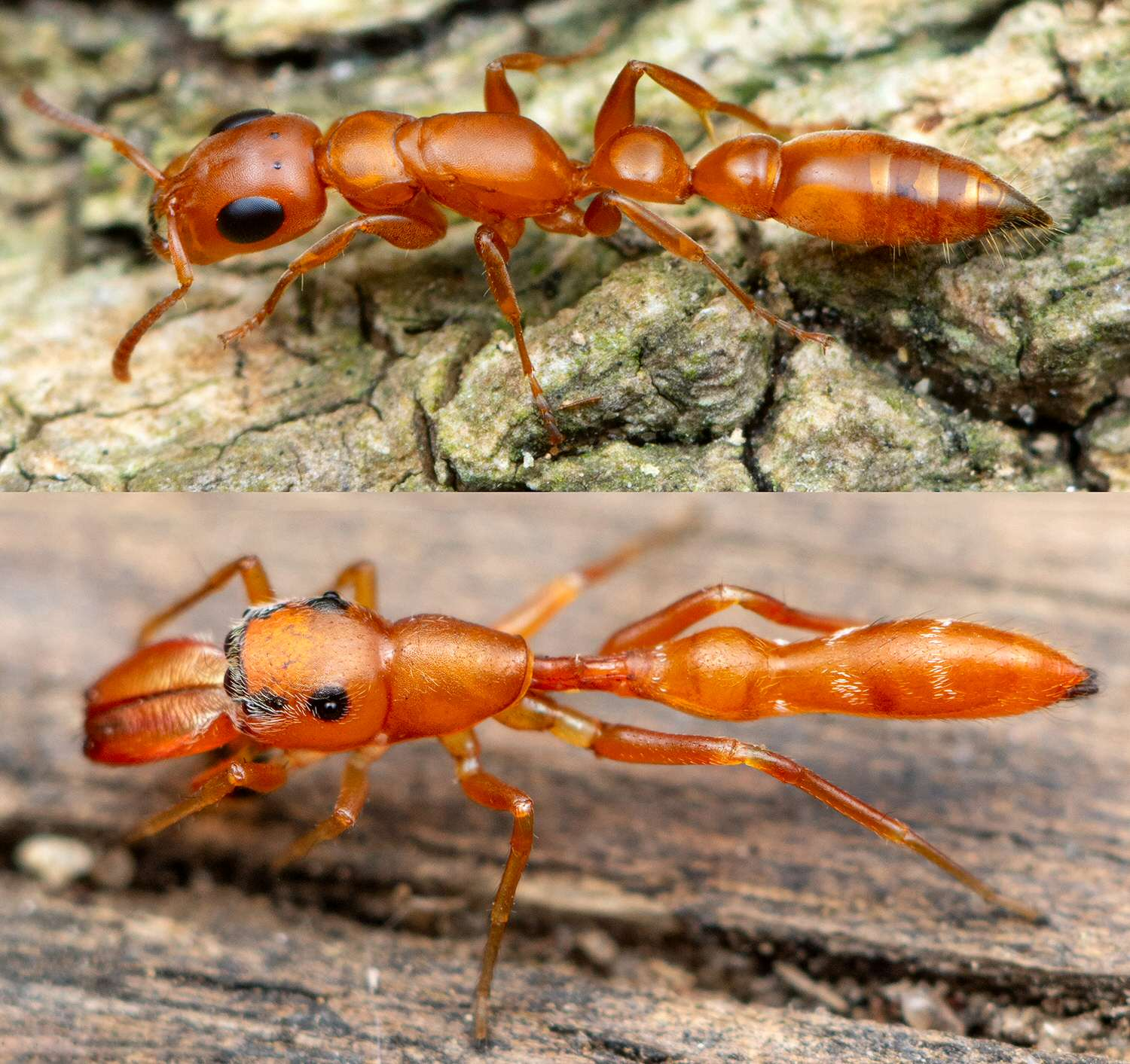
Na górze: mrówka występująca w Mozambiku, na dole: pająk z rodzaju Myrmarachne

Myrmekomorfia – upodobnienie się innych organizmów do mrówek, które wyewoluowało wśród różnych grup systematycznych stawonogów ponad 70 razy. Mrówki są zwierzętami lądowymi, występującymi powszechnie na powierzchni prawie całej Ziemi (m.in. oprócz Antarktydy czy Grenlandii), a potencjalni drapieżnicy wykorzystujący wzrok do wyszukiwania swych ofiar (np. osy czy ptaki) unikają zjadania ich, ponieważ są one zwykle niesmaczne bądź też agresywne. Niektóre stawonogi upodobniają się do mrówek w celu odstraszenia drapieżników (mimikra batesowska), natomiast część zwierząt mrówkożernych naśladuje swe ofiary zarówno pod względem wyglądu, jak i zachowania. Zjawisko myrmekomorfii występuje prawie tak długo, jak istnieją same mrówki; najwcześniejsze tego przykłady w zapisie kopalnym występują już w okresie kredy.

## Typy

### Mimikra batesowska
Mimikra batesowska jest mechanizmem, polegającym na naśladowaniu gatunków posiadających czynne mechanizmy ochrony przed drapieżnikami (w tym przypadku mrówki), takich jak silnie rozwinięte żuwaczki, mogące zostać wykorzystane w celach ochronnych przez gatunki, które takich mechanizmów w toku ewolucji nie wykształciły. W niektórych przypadkach atakowany w toku ewolucji upodobnił się do gatunku mrówki atakującej go. Upodabniający się może przybrać wygląd niezwykle podobny do oryginału, np. muchówki z rodzaju Syringogaster tak bardzo przypominają mrówki z rodzaju Pseudomyrmex, że rozróżnienie ich możliwe staje się dopiero podczas walki. 
Ponad 300 gatunków pająków naśladuje cechy morfologiczne oraz sposób zachowania się mrówek. Do grupy tej należy m.in. wiele gatunków pająków z rodziny skakunowatych, np. pająki z rodzaju Myrmarachne naśladujące ich specyficzny sposób poruszania się. Potrafią one również stworzyć iluzję posiadania czułków, machając w powietrzu szczękoczułkami i nogogłaszczkami. Ich smukłe ciała czynią je bardziej zwinnymi, pozwalając na ucieczkę przed drapieżnikami. Smukłość ich ciał powoduje jednak zmniejszenie ilości jaj w złożonym kokonie, co prawdopodobnie rekompensowane jest przez częstsze składanie kokonów przez okres ich życia. Mimikrę batesowską wykorzystują również pająki z gatunku Sarinda hentzi. Modliszki z rodzajów Aethalochroa, Orthodera i Statilia unikają polowania na mrówki, co przekłada się również na wyżej wymienione gatunki pająków.  
Mimikra Batesa wyewoluowała również u niektórych roślin. Co najmniej 22 gatunki męczennicy mają na słupkach i pręcikach swych kwiatów ciemne kropki i plamki przypominające mrówki, które odstraszają roślinożerców.

### Mimikra agresywna
Pająki z gatunku Aphantochilus rogersi naśladują jedyne plemię mrówek, na które polują, tj. mrówki z plemienia Attini. Wykorzystują one również mimikrę batesowską w celu uniknięcia zagrożenia ze strony nastecznikowatych.

Wybrane gatunki wykorzystujące mimikrę agresywną
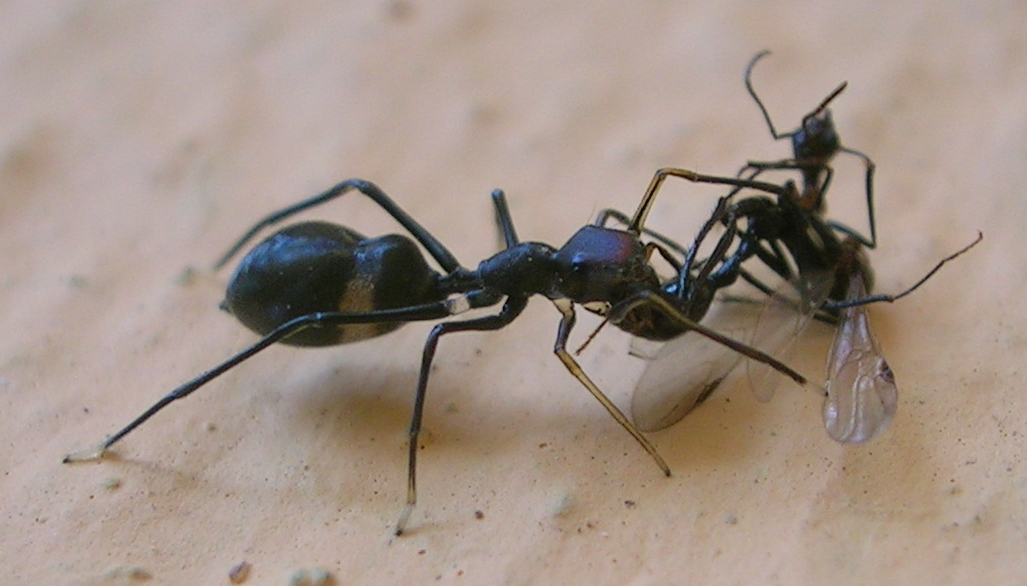
Pająk z rodzaju Myrmarachne w trakcie spożywania królowej
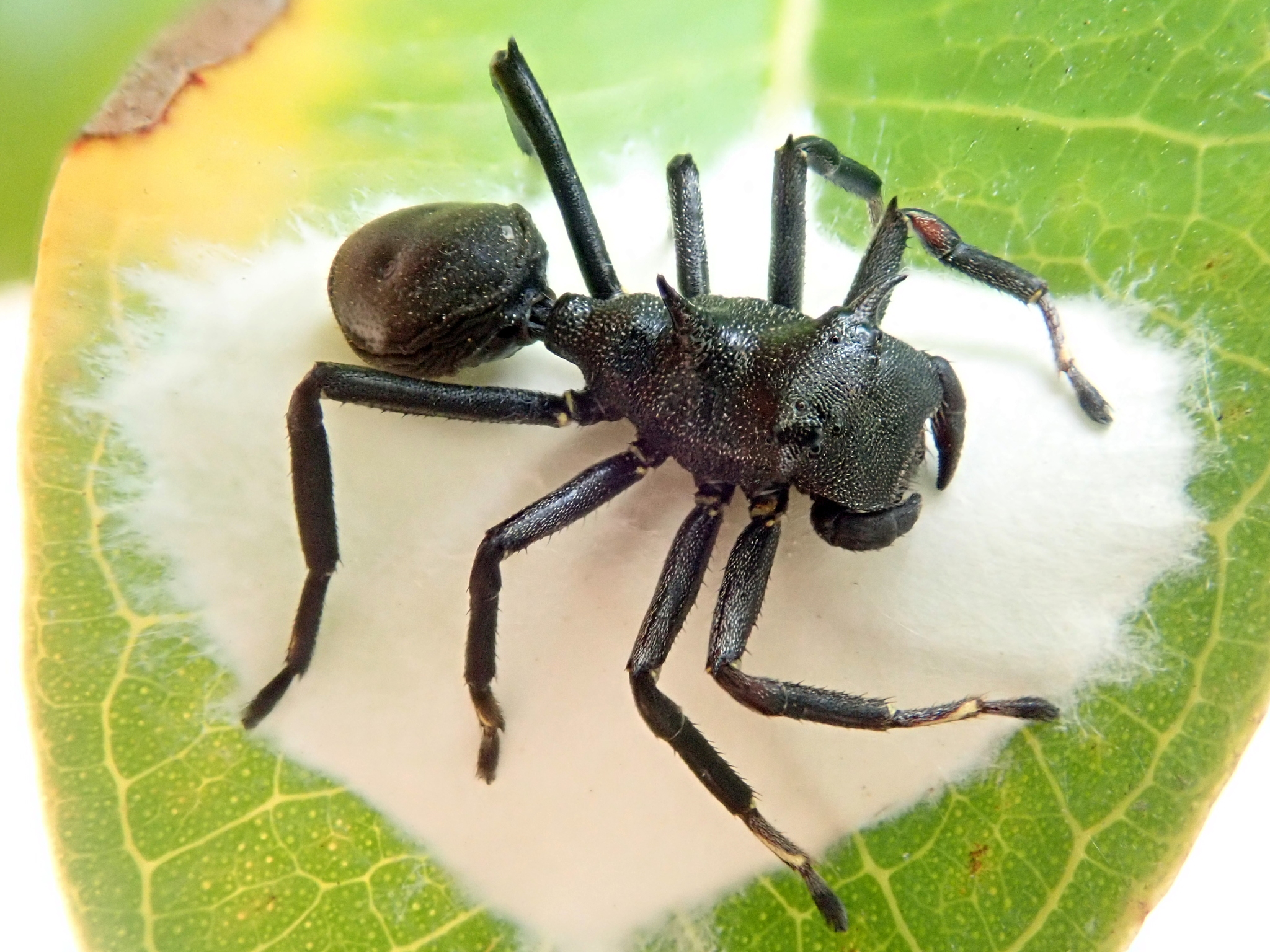
Aphantochilus rogersi
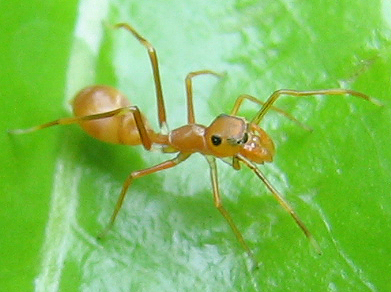
Samica pająka Myrmarachne plataleoides(inne języki) przypomina mrówkę z rodzaju Oecophylla

### Myrmekomorfia u osobników młodocianych
Myrmekomorfia u osobników młodocianych pełni funkcję ochronną przed drapieżnikami, podczas gdy osobniki dorosłe tego samego gatunku wykorzystują inne mechanizmy obronne (np. użycie kamuflażu czy posiadanie ubarwienia ostrzegawczego).
Do celów ochronnych mimikrę batesowską wykorzystują wczesne stadia rozwojowe niektórych gatunków modliszki, takich jak Odontomantis pulchra czy Tarachodes afzelli (w stadium imago żywiący się mrówkami). Osobniki dorosłe oraz znajdujące się na późniejszym etapie rozwoju wykorzystują w tym przypadku inne strategie obrony przed drapieżnikami, takie jak kamuflaż.
Niektóre gatunki pasikonikowatych z rodzaju Macroxiphus również wykorzystują tę strategię, posiadając kolor, kształt (proporcje) ciała oraz zachowanie upodabniające je do mrówek. Ich długie czułki są tak zakamuflowane, by wydawały się krótsze poprzez złudzenie optyczne polegające na ich czarnym zabarwieniu wyłącznie przy podstawie. Owady te dodatkowo poruszają nimi, naśladując ruchy czułek mrówczych. 
Straszyki australijskie składają jaja podobne do jaj mrówek z gatunku Leptomyrmex. Dodatkowo osobniki w pierwszym stadium rozwojowym posiadają czerwono ubarwioną głowę, natomiast tułów i odwłok są koloru czarnego, dzięki czemu upodabniają się one do tych mrówek w sposób wizualny. 